# Brontotheriidae
Brontotheriidae (syn. Titanotheriidae) – rodzina wymarłych ssaków z rzędu nieparzystokopytnych. Za ich najbliższych żyjących krewnych uznaje się koniowate, jednakże Brontotheriidae wyglądem bardziej przypominały nosorożce. Żyły od eocenu do wczesnego oligocenu, 56 do 34 milionów lat temu.

## Morfologia
Stworzenia te zachowały na kończynach przednich po 4, na tylnych zaś 3 palce. Zęby zwierzęcia były przystosowane do spożywania stosunkowo niezbyt twardej, nieścierającej ich roślinności. Trzonowce były uformowane na kształt litery „W”.

## Ewolucja

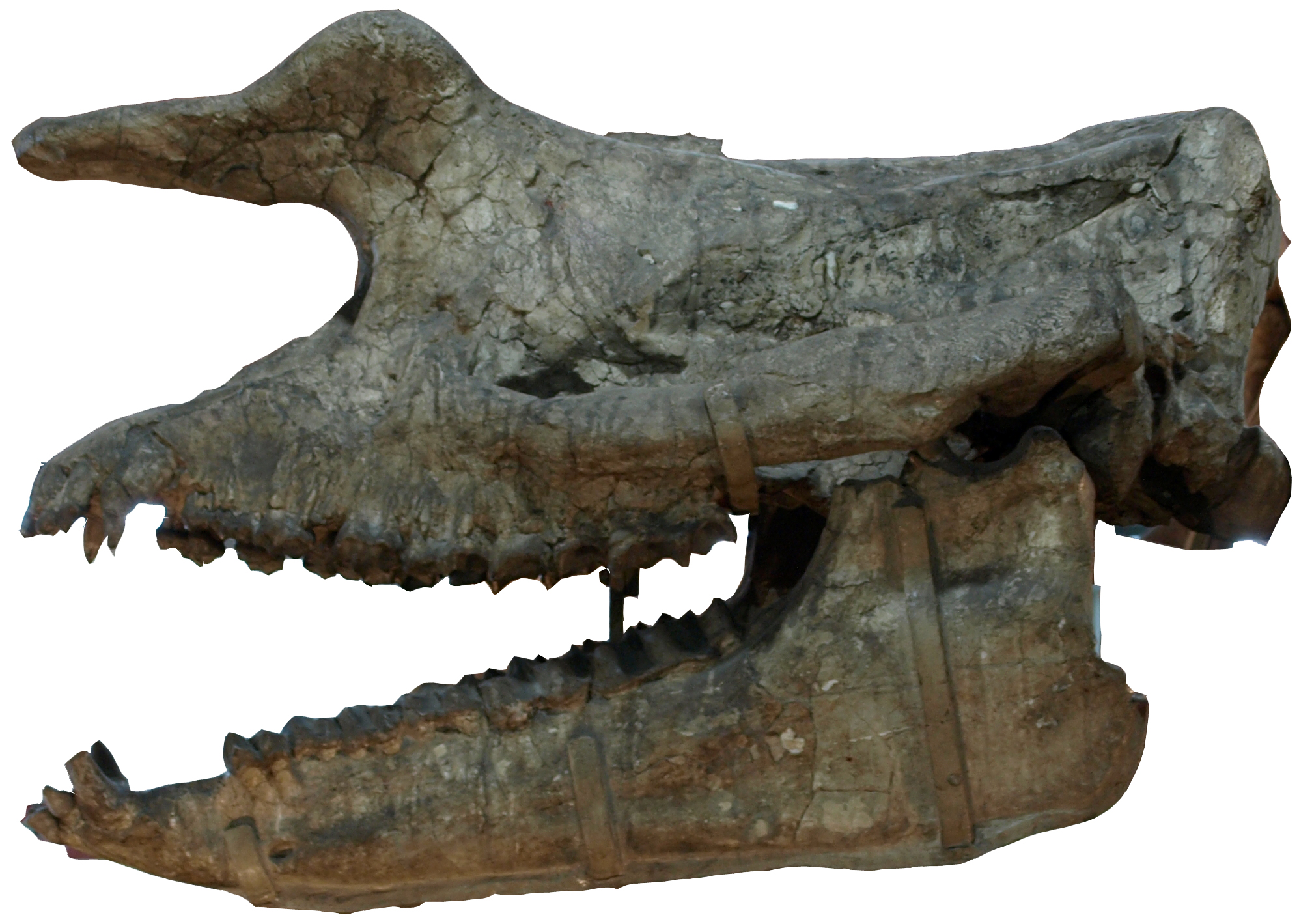
Czaszka Rhinotitan

Historię ewolucyjną tej grupy poznano dość dobrze dzięki świetnie zachowanym szczątkom z Ameryki Północnej. Najwcześniejsi przedstawiciele, jak Eotitanops, dorastali do niewielkich rozmiarów, nie przekraczając 1 m długości. Nie dysponowali także rogami. Późniejsi członkowie zwiększali masę ciała. Jednakże niewielkie formy, jak chociażby Nanotitanops, egzystowały jeszcze w eocenie. Niektóre rodzaje, takie jak Dolichorhinus, wykształciły silnie wydłużone czaszki. Późniejsze Brontotheriidae osiągały duże rozmiary – ich wysokość dochodziła do 2,5 m. Charakteryzowały je dziwaczne wyrostki rogowe. Np. północnoamerykański Megacerops wykształcił dymorfizm płciowy polegający na istnieniu pary rogów ponad nosem. Może to świadczyć o występowaniu stadnych zachowań tych zwierząt. Samce używałyby swych rogów do staczania walk na tle godowym, jak to czynią np. dzisiejsze jeleniowate. Inaczej zaś niż u dzisiejszych nosorożcowatych rogi budowała tkanka kostna – tworzyły je kość czołowa i kość nosowa. Umieszczone też były obok siebie w płaszczyźnie czołowej, a nie strzałkowej, jak to ma miejsce u dzisiejszych nosorożców.
Wymarcie tych zwierząt prawdopodobnie miało związek z osuszeniem się klimatu. Wymagało to też adaptacji do twardej, nieprzystępnej roślinności, jak trawy, które rozprzestrzeniły się znacznie w oligocenie.

## Klasyfikacja
Istnieją dwie różne klasyfikacje tych stworzeń. Pierwsza grupuje je w 8 podrodzin i 43 rodzaje. Kolejna opiera się jednak na znacznie nowszych danych.
Brontotheriidae
- - Pakotitanops incertae sedis, Pakistan
  - Mulkrajanops incertae sedis, Pakistan, 1,25 m wysokości
  - Eotitanops, Ameryka Północna, 0,5 m wys.
  - Palaeosyops, Ameryka Północna, 1 m wys.
  - Podrodzina Brontotheriinae
    - Bunobrontops, Azja
    - Mesatirhinus, Ameryka Północna, 1 m wys.
    - Dolichorhinus, Ameryka Północna, 1,25 m wys.
    - Sphenocoelus, Ameryka Północna, 1,25 m wys.
    - Desmatotitan, Mongolia Wewnętrzna, 1,25 m wys.
    - Fossendorhinus, Ameryka Północna
    - Metarhinus, Ameryka Północna, 1 m wys.
    - Microtitan, Mongolia Wewnętrzna, 0,75 m wys.
    - Sthenodectes, Ameryka Północna, 1,25 m wys.
    - Telmatherium, Ameryka Północna, 1,25 m wys.
    - Metatelmatherium, Ameryka Północna, Mongolia Wewnętrzna, 1,25 m wys.
    - Epimanteoceras, Mongolia Wewnętrzna, 2 m wys.
    - Hyotitan incertae sedis, Mongolia Wewnętrzna, 2,2 m wys.
    - Nanotitanops incertae sedis Azja
    - Pygmaetitan incertae sedis, Chiny, 0,5 m wys.
    - Acrotitan incertae sedis, Mongolia Wewnętrzna, 0,3 m wys.
    - Arctotitan incertae sedis, Chiny
    - Qufutitan incertae sedis, Chiny
    - Plemię Brontotheriini
      - Protitan, Mongolia Wewnętrzna, 2 m wys.
      - Protitanotherium, Ameryka Północna, 2 m wys.
      - Rhinotitan, Mongolia Wewnętrzna, 2,5 m wys.
      - Diplacodon (incl. Eotitanotherium), Ameryka Północna, 2 m wys.
      - Pachytitan, from Inner Mongolia, 2 m wys.
      - Brachydiastematherium, Europa wschodnia, 2 m wys.
      - Sivatitanops, Azja i Europa
      - Podplemię Embolotheriina
        - Gnathotitan, Mongolia Wewnętrzna, 2.5 m wys.
        - Aktautitan, Kazachstan, 2,5 m wys.
        - Metatitan, Mongolia, 1,5 m wys.
        - Nasamplus, Mongolia Wewnętrzna
        - Protembolotherium, Mongolia, 2 m wys.
        - Embolotherium (incl. Titanodectes), Mongolia, 2,5 m wys.

      - Podplemię Brontotheriina
        - Parabrontops, Mongolia, 2 m wys.
        - Protitanops, Ameryka Północna, 2 m wys.
        - Notiotitanops, Ameryka Północna, 2 m wys.
        - Dianotitan, Chiny, 2 m wys.
        - Duchesneodus, Ameryka Północna
        - Megacerops (w tym Menodus, Brontotherium, Brontops, Menops, Ateleodon, and Oreinotherium), Ameryka Północna, 2,5 m wys.